# 化身博士 (1931年電影)

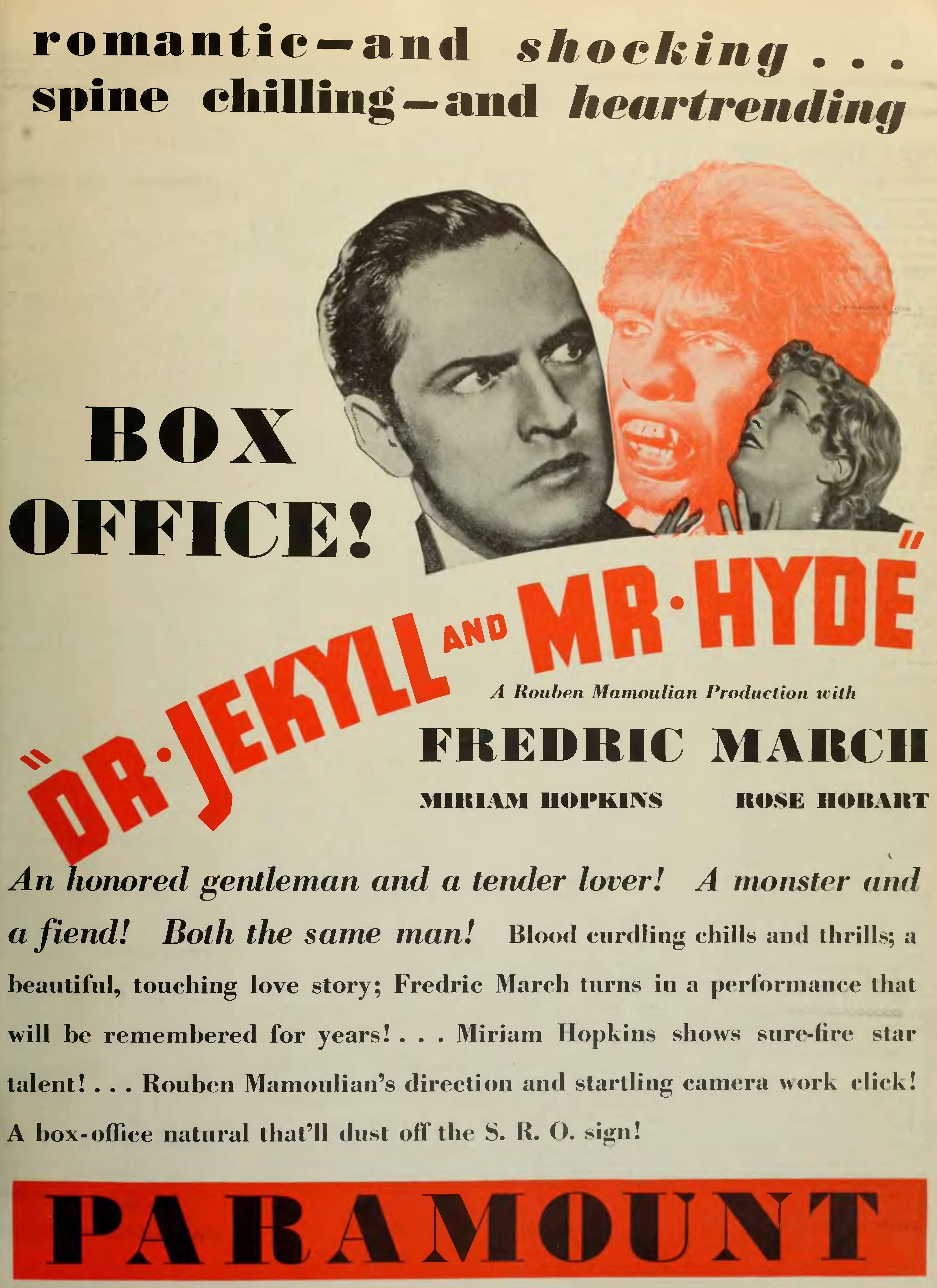
1932年《電影日報》《化身博士》廣告

《化身博士》（英語：Dr. Jekyll and Mr. Hyde）是一部1931年的美國「前法典」恐怖電影，由鲁宾·马莫利安執導，佛德烈·馬區主演。馬區在片中飾演一位被附身的醫生，他測試自己的新配方，這種配方可以釋放人們內心的惡魔。這部電影改編自羅伯特·路易斯·史蒂文森1886年的故事《化身博士》，講述了一個男人服用了一種藥劑，使他從一個溫文爾雅的科學家變成了一個殺氣騰騰的瘋子。這部電影上映後獲得了評論和商業上的成功。電影獲得了三項奥斯卡金像奖提名，馬區憑藉此片與《拳師父子》的華理士·勃利共同獲得了最佳男主角奖。

## 剧情
在维多利亚时代的倫敦，善良的英國醫生亨利·傑基爾（佛德烈·馬區 飾）確信每個人內心都潛藏著善與惡兩種衝動。他瘋狂地愛上了未婚妻穆里爾·卡魯（羅絲·霍巴特 飾），並想立即與她結婚。但她的父親，準將丹弗斯·卡魯爵士（哈利威爾·霍布斯 飾）命令他們等待。一天晚上，傑基爾和同事約翰·蘭揚醫生（霍爾姆斯·赫伯特 飾）步行回家時，發現酒吧歌手艾薇·皮爾森（米里亞姆·霍普金斯 飾）在她寄宿公寓外遭到一名男子襲擊。傑基爾趕走了那名男子，並抱著艾薇上樓照料她。艾薇試圖引誘傑基爾，儘管他動心了，但他還是和蘭揚一起離開了。
當丹弗斯爵士帶穆里爾去巴斯時，傑基爾開始試驗他認為可以釋放自己邪惡一面的藥物。在喝下這些藥物的混合物後，他變成了愛德華·海德——一個衝動、虐待狂、暴力、不道德的人，他沉溺於自己的每一個慾望。海德在艾薇工作的歌舞雜耍劇場找到了她。他提出資助她以換取她的陪伴。他們住在她的寄宿公寓裡，海德在那裡強姦並在精神上操縱她。當海德在報紙上讀到丹弗斯爵士和穆里爾計劃返回伦敦時，海德離開了艾薇，但威脅她說她最意想不到的時候他會回來。
傑基爾愧疚不已，給艾薇寄去了50英鎊。在女房東的建議下，艾薇去見傑基爾醫生，並認出他就是那天晚上救她免遭虐待的人。她含淚地告訴他與海德的情況，傑基爾向她保證她再也不會見到海德了。但第二天晚上，當傑基爾步行去穆里爾家參加一個派對，婚禮日期將在那裡宣布時，他看到一隻貓跟蹤並殺死了一隻鳥後，再次變成了海德。海德沒有去參加派對，而是去了艾薇的房間並殺害了她。
海德回到傑基爾的家，但被管家拒絕進入。絕望中，海德寫了一封信給蘭揚，指示他從傑基爾的實驗室取走某些化學物質並帶回家。當海德到達時，蘭揚用槍指著他，並要求海德帶他去見傑基爾。海德別無選擇，喝下藥劑，在震驚的蘭揚面前變回了傑基爾。
傑基爾意識到他無法控制這種變形，於是去了卡魯家並解除了婚約。他離開後，站在露台上看著穆里爾哭泣，引發了另一次變形，海德進入房子並襲擊了穆里爾。丹弗斯爵士試圖阻止他，但海德用傑基爾的手杖將他打死，然後逃回傑基爾的實驗室，再次服用藥劑並變回傑基爾。
蘭揚認出了犯罪現場留下的斷裂手杖，並帶警察去了傑基爾的家。傑基爾告訴他們海德已經離開了，蘭揚堅稱傑基爾和海德是同一個人。壓力導致了他再次變成狂怒的海德，經過一番激烈的搏鬥，海德被警察擊斃。在臨死前，他變回了傑基爾。

## 演员
- 佛德烈·馬區 Fredric March 飾演 亨利·傑基爾醫生 / 愛德華·海德先生
- 米里亞姆·霍普金斯 Miriam Hopkins 飾演 艾薇·皮爾森
- 羅絲·霍巴特 Rose Hobart 飾演 穆里爾·卡魯
- 霍爾姆斯·赫伯特 Holmes Herbert 飾演 約翰·蘭揚醫生
- 哈利威爾·霍布斯 Halliwell Hobbes 飾演 丹弗斯·卡魯準將
- 埃德加·諾頓 Edgar Norton 飾演 普爾
- 坦佩·皮戈特 Tempe Pigott 飾演 霍金斯夫人
- 阿諾德·露西 Arnold Lucy 飾演 特森（未列名）
- 麥克唐納上校 Colonel McDonnell 飾演 霍布森（未列名）

資料來源：

## 製作
這部電影是在《制作法典》完全實施之前製作的，因此以其強烈的性內容而聞名，主要體現在米麗亞姆·霍普金斯飾演的酒吧歌手艾薇·皮爾森這個角色中。1936年重新發行時，《法典》要求刪除8分鐘的內容才能在影院上映。這些鏡頭已在VHS和DVD發行時恢復。

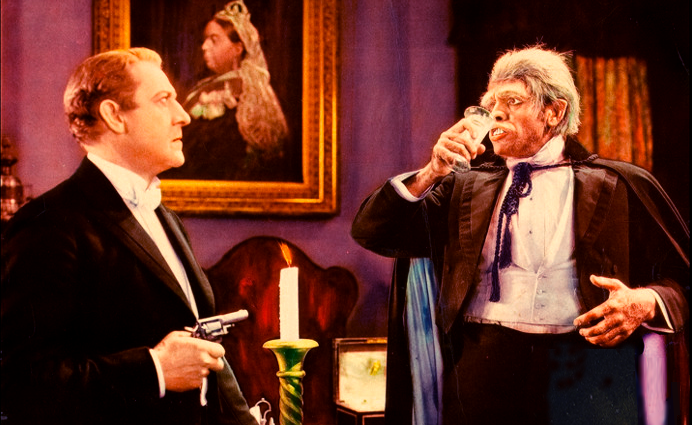
沃利·韋斯特莫爾的化妝將佛德烈·馬區飾演的傑基爾醫生變成了怪誕的類人猿形象海德先生

變身場景的秘密幾十年來一直沒有揭露，直到马莫利安在1969年出版的《電影繆斯》（一本好萊塢導演訪談錄）中透露。化妝品是用對比色塗抹的。然後使用一系列與化妝品相匹配的彩色濾鏡，使得化妝品可以逐漸顯現或隱形。顏色的變化在黑白電影中是不可見的。
沃利·韋斯特莫爾（Wally Westmore）為海德設計的妝容——類人猿般的毛髮和巨大的犬齒——極大地影響了海德在媒體和漫畫書中的流行形象。部分原因在於，這種外觀反映了小說中暗示海德是壓抑邪惡的化身，因此外觀呈現半進化或類人猿的樣子。穆里爾·卡魯和艾薇·皮爾森這兩個角色並未出現在史蒂文森的原著小說中；艾薇·皮爾森的角色是電影原創的，而穆里爾[艾格尼絲]·卡魯則出現在劇作家托馬斯·羅素·沙利文（Thomas Russell Sullivan）1887年的舞台劇版本中。
派拉蒙公司曾邀請約翰·巴里摩出演主角，試圖重現他在1920年版《化身博士》中的角色，但他當時已經與米高梅簽訂了新合同。派拉蒙建議讓歐文·皮切爾（Irving Pichel）飾演這個角色，但導演認為他雖然會表現出色，但不夠英俊，因此推薦了馬區。派拉蒙隨後將這個角色交給了合約在身的馬區，他與巴里摩在外形上也有相似之處。馬區曾在派拉蒙電影《優伶世家》（1930年）中飾演一個類似約翰·巴里摩的角色，這部電影講述了一個類似巴里摩家族的演藝世家。馬區遵循舞台傳統，將傑基爾和海德的表演都誇張化，以強調他們的對比，並因此贏得了奥斯卡最佳男主角奖。
當米高梅在10年後重拍這部電影，由史賓塞·屈賽擔任主角時，這家製片廠以12.5萬美元的價格買下了马莫利安版本和更早的1920年無聲版本的底片和版權。所有能找到的1931年電影拷貝都被召回並銷毀，幾十年來，這部電影被認為已經失傳。屈賽版本的口碑要差得多，馬區開玩笑地給屈賽發了一份電報，感謝他給自己的職業生涯帶來了最大的聲譽提升。
開場片頭音樂是约翰·塞巴斯蒂安·巴赫的D小調觸技曲與賦格, BWV 565。

## 迴響

### 票房
《化身博士》於1931年12月24日在洛杉磯首映，並於1931年12月31日在紐約市上映。該片在美國國內租賃收入達125萬美元，成為當時與環球怪物電影齊名的票房大片，儘管其53.5萬美元的預算在當時的恐怖片中算是高額的。

### 專業評價
《化身博士》上映後獲得了大部分正面評價。《纽约时报》的莫丹特·霍爾（Mordaunt Hall）撰寫了一篇熱情的評論，與約翰·巴里摩的版本相比，稱其為「比那部電影更緊張、更令人顫抖的作品」。霍爾稱馬區為主角「傑出的表演者」，同時也讚揚了所有配角演員的表現，並稱服裝和佈景設計營造出的老式氛圍「相當令人愉悅」。
影評人倫納德·馬爾丁（Leonard Maltin）給予該片滿分4星中的3星，稱其「令人興奮」且「電影感十足」，也讚揚了馬區和霍普金斯的表演。
《綜藝》雜誌的評論雖然略顯不那麼有利，但仍然是正面的。阿爾弗雷德·拉什福德·格里森寫道：「這部電影沒有達到有效的最高潮」，因為達到高潮的過程過於緩慢和費力，而且雖然最初的變形鏡頭「具有巨大的衝擊力」，但隨著連續使用，其效果減弱了。然而，格里森稱讚馬區「一段出色的戲劇表演」，宣稱化妝「是一次勝利」，並表示單憑佈景和燈光就足以讓這部電影值得一看，堪稱「氛圍環境的典範」。
《紐約客》雜誌的約翰·莫舍（John Mosher）報導說，這部電影「充滿了恐怖」，並且「表演精湛」。他寫道，馬區「給了我們一個像老范朋克一樣充滿活力和熱情的海德先生。」《電影日報》（Film Daily）宣稱：「佛德烈·馬區引人入勝的表演是這部強大戲劇的亮點，配角和導演也都是一流的。」
電影評論聚合網站爛番茄報告的認可率為91%，基於44條評論，平均評分為8.3/10。網站的評論共識是：「一部經典之作。1931年羅伯特·路易斯·史蒂文森中篇小說的決定性版本，擁有創新的特效、氛圍感十足的攝影和瘋狂的過度表演。」

## 獎項與榮譽
獲獎
- 奥斯卡金像奖：最佳男主角，佛德烈·馬區；與《拳師父子》的華理士·勃利並列；1932年。
- 威尼斯电影节：觀眾公投獎；最受歡迎男演員，佛德烈·馬區；最具原創奇幻故事，鲁宾·马莫利安；1932年。
- 電影日報（Film Daily）：十大最佳影片
- 纽约时报：十大最佳影片

提名
- 奥斯卡金像奖：最佳改編劇本，珀西·希思和塞繆爾·霍芬斯坦；1932年；最佳攝影，卡爾·斯特拉斯。

- 資料來源：

其他榮譽
這部電影被美国电影学会列入以下榜單：
- 2001年：《AFI百年百大驚悚電影》——提名[17]
- 2003年：《AFI百年百大英雄與反派》：
  - 海德先生——提名反派[18]

## 家庭媒體
《化身博士》於2018年5月27日發行DVD版，並於2022年10月25日發行藍光版。

## 重製
1941年由史賓塞·屈賽主演的《鬼醫》是這部電影的重製版。